# مشروع بيفن سفورزا
مشروع بيفن سفورزا هو مشروع خطة وصاية جرت بين وزير خارجية إيطاليا كارلو سفورزا ووزير خارجية بريطانيا إرنست بفين، وفيه تم الاتفاق بين الدولتين على أن ليبيا تحصل على استقلالها بعد عشر سنوات، على أن توضع أقاليم ليبيا الثلاث خلال هذه الفترة تحت وصاية دولية، تتولى بريطانيا الوصاية على برقة، وتتولى إيطاليا بموجبها إدارة طرابلس، وتتولى فرنسا إدارة فزان. وقدم المشروع للأمم المتحدة للتصويت عليه أمام الجمعية العامة في 17 مايو 1949، ولتمرريه كان يتطلب موافقة ثلثي الأعضاء الحاضرين وعددهم 58 دولة. ونجح أحد أعضاء الوفد الليبى (د. علي نور الدين العنيزي) في كسب تأييد ممثل دولة هايتي (إميل سان لو) لدى الأمم المتحدة، وكان صوته هو المرجح الذي أدى إلى سقوط المشروع.